# MIHO NAKAYAMA CONCERT TOUR '93 On My Mind
『MIHO NAKAYAMA CONCERT TOUR '93 On My Mind』（ミホ・ナカヤマ コンサート・ツアー ナインティー・スリー オン・マイ・マインド）は、中山美穂の6作目のライブビデオ。1993年12月10日にキングレコードからリリースされた。

## 解説
- 同年6月に発売されたアルバム『わがままな あくとれす』を引っ提げて行われたコンサートツアー「MIHO NAKAYAMA CONCERT TOUR '93 "On My Mind"」（全国34公演）から、1993年8月27、28日に行われた中野サンプラザ公演を収録している。
- 2本組だが収録曲は同一で、編集が異なり、「ディレクターバージョン」と「ヘッドバージョン」に分かれている。2台のビデオデッキで同時に再生すると、一度に両方の映像が見られる仕組みになっている。
- 「世界中の誰よりきっと」のみ、それぞれ違う映像及び演奏が収録されている。「ディレクターバージョン」にはアンコールで歌われた映像、「ヘッドバージョン」にはコンサートの本編で歌われたアコースティックバージョンが収められた。
- 11曲中7曲がアルバム『わがままな あくとれす』収録曲である。
- 中野サンプラザ公演の初日、8月27日は台風が直撃し、会場に来られない人が多かったため、9月24日に代替公演が行われた。なお、8月27日の公演では、天候を考慮し「こんな日の雨なら大好き -The Rain Came Down-」はカットされた。
- 2003年に発売された『Miho Nakayama Complete DVD BOX』に収納されている。

## 収録曲
1. オープニング
2. A New Day
3. 幸せになるために
4. こんな日の雨なら大好き -The Rain Came Down-
5. わがままな あくとれす
6. JARA JARA Switch
7. 崖っぷち
8. Dear My Friends
9. Love For You
10. 世界中の誰よりきっと
11. Dream
12. ヨッシャ!

## 参加ミュージシャン
- KAZUSHI UEDA - Guitars
- CAN UEMURA - Sax
- KEISUKE ARAKI - Keyboards
- YOUICHI YAMAZAKI - Piano
- MASATO SAITO - Bass & A.Guitars
- HISANORI KUMAMARU - Drums & Percussion
- YUMIKO ISHIKAWA - Dancer & Chorus
- SATOKO NACHI - Dancer & Chorus
- NATSUKO KAWADA - Dancer & Chorus